# Tuapukan
Tuapukan is een bestuurslaag in het regentschap Kupang van de provincie Oost-Nusa Tenggara, Indonesië. Tuapukan telt 2584 inwoners (volkstelling 2010).